# 幻を見るひと
『幻を見るひと〜京都の吉増剛造〜』（まぼろしをみるひと～きょうとのよしますごうぞう～、英題：The Reality Behind What We See）は、井上春生による日本のドキュメンタリー映画。
現代日本を代表する詩人・吉増剛造が四季の京都を訪れ、東日本大震災で失った言葉を回復し、一篇の詩を紡ぎ出すまでの心の旅を描く。

## 概要
19の国際映画祭（長編ドキュメンタリー部門）のコンペティションに選出され、アメリカ、イタリア、ベネズエラなど、7つの国際映画祭でグランプリを含む最優秀監督賞など10の賞を受賞。エグゼクティブプロデューサーは現代詩を牽引する詩人の城戸朱理である。情景撮影は4K、ドキュメント撮影は2Kで行われた。

### 国際映画祭
7つの国際映画祭で10の賞を受賞。世界12大映画祭の一つモントリオール世界映画祭をはじめとして、アメリカ、アイルランド、イスラエル、ギリシャ、インド、スペイン、チリ、アルメニアなど世界各国の19の国際映画祭の長編ドキュメンタリー部門のコンペティションに選出され正式招待。

#### 国際映画祭での受賞歴
- Royal Wolf Film Awards （アメリカ） コンペティション部門（2018年）最優秀監督賞 ドキュメンタリー長編部門最優秀賞
- Mindfield Film Festival - Albuquerque （アメリカ） コンペティション部門（2018年）最優秀監督賞 ドキュメンタリー長編部門プラチナ賞
- Oniros Film Awards （イタリア） コンペティション部門（2018年）オニロス金賞 伝記映画部門最優秀賞
- Five Continents International Film Festival（ベネズエラ） コンペティション部門（2018年）ドキュメンタリー長編部門最優秀賞
- Cutting Edge International Film Festival（アメリカ）コンペティション部門（2018年）ドキュメンタリー長編部門最優秀賞
- Pinnacle Film Awards （アメリカ） コンペティション部門（2018年）ドキュメンタリー長編部門プラチナ賞
- SIERRA INTERNATIONAL FILM WEEKEND （ボリビア） コンペティション部門（2018年）ドキュメンタリー長編部門最優秀賞

## スタッフ
- 出演：吉増剛造
- 監督・編集・プロデューサー：井上春生
- エグゼクティブプロデューサー：城戸朱理
- 宣伝プロデューサー・スチル：小野田桂子
- 朗読：大鷹明良、小林あや
- 英語朗読：マーク・カーポンティエ
- 撮影：安田浩一
- 情景撮影：大木スミオ（J.S.C.）
- 録音：中村太郎、奈良田信一
- 照明：渡辺大介
- デジタルイメージングテクニシャン：岩崎伸哉、森田順
- 整音：白井康之、石黒裕二
- 制作：山本礼二、保中良介、赤塚敏史
- 撮影助手：宇野寛之、山村卓也、中安健太
- 照明助手：松山智
- デスク：白崎裕美子
- 「惑星に水の木が立つ」翻訳・翻訳監修：遠藤朋之
- 翻訳リライター：クレイグ・デール
- 翻訳：甲斐菜穂美
- 短歌翻訳：マイケル・フェスラー
- 企画撮影協力：醍醐寺、妙心寺、大徳寺瑞峯院、貴船神社
- 特別協力：真澄寺別院「流響院」
- 出演協力：大友良英
- 資料協力：スタンフォード大学フーヴァー研究所、国土交通省東北地方整備局、国立国会図書館、公益財団法人川端康成記念会[1]、福島第一聖書バプテスト教会[2]、NPO法人ダンスアーカイヴ構想[3]、大野一雄舞踏研究所[4]、文藝春秋、林義勝、田辺主
- 協力：マイシャ、インプレオ、セブンスセンスニューヨーク、京都北山丸太生産協同組合、叡山電鉄、木下哲夫、児島宏子、鈴木余位、岡本小百合、森下三郎、井上昭洋、山中美咲、古屋武夫、竹内シャーロットみちゑ、ブライアン・エデンス、小山田サユリ
- 企画協力：真如苑
- スタジオ：プロセンスタジオ、NiTRo渋谷、インターセプター
- 制作配給：HUGMACHIME
- 製作：「幻を見るひと」製作委員会
- 上映時間 = 107分
- 完成年 = 2018年
- 製作国 =  日本
- 言語 = 日本語
- 映倫121439
- 公開 =  2018年11月24日
- 劇場 =  東京都写真美術館ホール